# Targa Florio 1934
La Targa Florio 1934 est un Grand Prix qui s'est tenu sur le circuit des Madonies en utilisant les routes de Sicile le 20 mai 1934

## Classement de la course
| Pos. | no | Pilote                   | Écurie            | Châssis            | Tours | Temps/Abandon     |
| ---- | -- | ------------------------ | ----------------- | ------------------ | ----- | ----------------- |
| 1    | 10 | Achille Varzi            | Scuderia Ferrari  | Alfa Romeo P3      | 6     | 6 h 14 min 26 s 8 |
| 2    | 2  | Ferdinando Barbieri      | Scuderia Ferrari  | Alfa Romeo Monza   | 6     | + 12 min 47 s 8   |
| 3    | 22 | Costantino Magistri      | Privé             | Alfa Romeo 6C      | 6     | + 25 min 35 s 8   |
| 4    | 12 | Renato Balestrero        | Privé             | Alfa Romeo Monza   | 6     | + 31 min 16 s 2   |
| 5    | 18 | Luigi Pages              | Privé             | Alfa Romeo Monza   | 6     | + 35 min 2 s      |
| 6    | 6  | Pietro Ghersi            | Scuderia Ferrari  | Alfa Romeo P3      | 6     | + 35 min 5 s 2    |
| 7    | 28 | Fiorello                 | Privé             | Alfa Romeo 6C      | 6     | + 39 min 34 s 4   |
| Abd. | 14 | Giovanni Battaglia       | Privé             | Alfa Romeo Monza   | 5     |                   |
| Abd. | 8  | Guglielmo Carraroli (de) | Scuderia Ferrari  | Alfa Romeo Monza   | 4     | Différentiel      |
| Abd. | 30 | Attilio Battilana        | Gruppo Genovese   | Alfa Romeo Monza   | 3     |                   |
| Abd. | 24 | Antonio d'Agata          | Privé             | Maserati Tipo 26 M | 2     | Allumage          |
| Abd. | 4  | Giovanni Alloatti        | Privé             | Bugatti Type 51    | 1     | Accident mortel   |
| Np.  | 16 | Lelio Pellegrini         | ?                 | Alfa Romeo Monza   |       |                   |
| Np.  | 20 | Lo Baldo                 | ?                 | Bugatti Type 51    |       |                   |
| Np.  | 26 | Luigi Beccaria           | Scuderia Beccaria | Alfa Romeo 6C      |       |                   |

- Légende: Abd.=Abandon ; Np.=Non partant

## Record du tour
- Meilleur tour en course :  Pietro Ghersi (Alfa Romeo) en 58 min 40 s 0 (73,636 km/h) au premier tour.

## Tours en tête
- Pietro Ghersi : 2 tours (1-2)
- Achille Varzi : 4 tours (3-6)